# Bataille du Lycos
La bataille du Lycos s'est déroulée en 66 av. J.-C. entre une armée de la République romaine sous le commandement de Pompée le Grand et les forces de Mithridate VI. Les Romains gagnèrent la bataille avec peu de pertes ; cette victoire s'avère décisive, Mithridate s'enfuit dans le royaume du Bosphore (au nord de la mer Noire) et se suicide quelques années plus tard (en 63 av. J.-C.), mettant ainsi fin à la troisième guerre mithridatique.

## Prélude
En 67 av. J.-C., après la bataille de Zela, le roi Mithridate VI du Pont avait repris le contrôle du royaume du Pont. Pendant que les commandants romains s'occupent de politique intérieure, Mithridate rassemblent ses forces et se prépare à l'inévitable affrontement. Malheureusement pour lui, cette confrontation ne tarde pas à se matérialiser sous la forme de Pompée, le principal commandant de Rome à la tête d'une très grande armée romaine. Pompée commence par bloquer toute la côte de l'Asie mineure. Ensuite, il convainc le nouveau roi parthe, Phraatès III, d'envahir l'Arménie qui est le principal allié de Mithridate, obligeant ainsi Tigrane II d'Arménie à se consacrer à la protection de son propre empire. Enfin, il envoie trois légions pour sécuriser la Cappadoce au sud du Pont. Pompée fait alors entrer son armée, supérieure en nombre, au cœur du territoire ennemi. Mithridate se retire alors au centre de son royaume montagneux, attirant Pompée à sa suite. Il le prive de ravitaillement en brûlant les récoltes et le harcelant avec sa propre cavalerie. Puis, Mithridate marche dans la vallée du Lycus et campe sur une colline bien arrosée appelée Dasteira.

## La bataille
À l'approche du camp de Mithridate, un combat s'engage dans un défilé entre l'avant-garde de Pompée et l'arrière-garde de Mithridate. Selon Appien, certains cavaliers pontiques combattent à pied les Romains et font bonne figure jusqu'à ce qu'un important contingent de cavaliers alliés des Romains se présente face à eux. Alors les cavaliers pontiques retournent à leur camp en courant pour récupérer leurs chevaux, ce qui provoque une retraite générale car leurs camarades ne savent pas pourquoi ils s'enfuient et ne veulent pas rester à découvert. Pompée, voulant profiter de ce coup porté au moral de son ennemi et craignant que Mithridate ne s'échappe dans l’obscurité, décide de lancer un assaut sur le camp pontique la nuit même.
Les Romains profitent d'avoir la lune dans le dos pour attaquer, ce qui leur donne un avantage certain car les troupes pontiques lancent leurs flèches et armes de jets trop tôt. Les Romains peuvent alors pénétrer dans le camp adverse. Une fois que les légionnaires expérimentés se retrouvent au milieu des troupes du roi du Pont et du Bosphore, le combat est perdu d'avance par ce dernier car les légionnaires romains sont excellents dans les combats rapprochés. Mithridate avait installé son camp dans un endroit difficile d'accès et comme le découvrent ses troupes démoralisées, il est également difficile d'en sortir. Avec 800 cavaliers, Mithridate réussi à se frayer un chemin à travers le piège et s'échappe, mais au moins 10 000 de ses hommes n'y parviennent pas,.

## Conséquences
Une fois son armée détruite, Mithridate a d'abord l'intention de retourner dans le sanctuaire de l'Arménie, mais Tigrane II d'Arménie, assiégé, ne l'entend pas ainsi. Soupçonnant Mithridate de comploter avec l'un de ses propres fils (également appelé Tigrane), il met une énorme prime de 100 talents sur la tête de Mithridate. Il a peut-être aussi reconnu que la cause du vieux roi était perdue et n'a pas voulu sombrer avec lui. Avec Pompée à l'ouest, la Cappadoce au sud aux mains des Romains, la mer Noire fermée par un blocus romain et l'Arménie peu accueillante, la seule issue est la route du nord vers le royaume du Bosphore (y compris des parties de la Crimée) gouverné par son fils Macharès. Après un voyage difficile autour de la moitié orientale de la mer Noire, Mithridate arrive dans le royaume bosphorien et s'en fait le roi après avoir assassiné son fils. Pompée, occupé à établir la domination romaine en Orient, l'abandonne à son sort. En 63 avant J.-C., alors que Mithridate prépare une nouvelle campagne contre Rome, son armée se rebelle et couronne Pharnace, l'un de ses nombreux fils, comme roi. Acculé, Mithridate tente de s'empoisonner, mais il échoue et est tué par son garde du corps gaulois.